# Schloss Reichartshausen

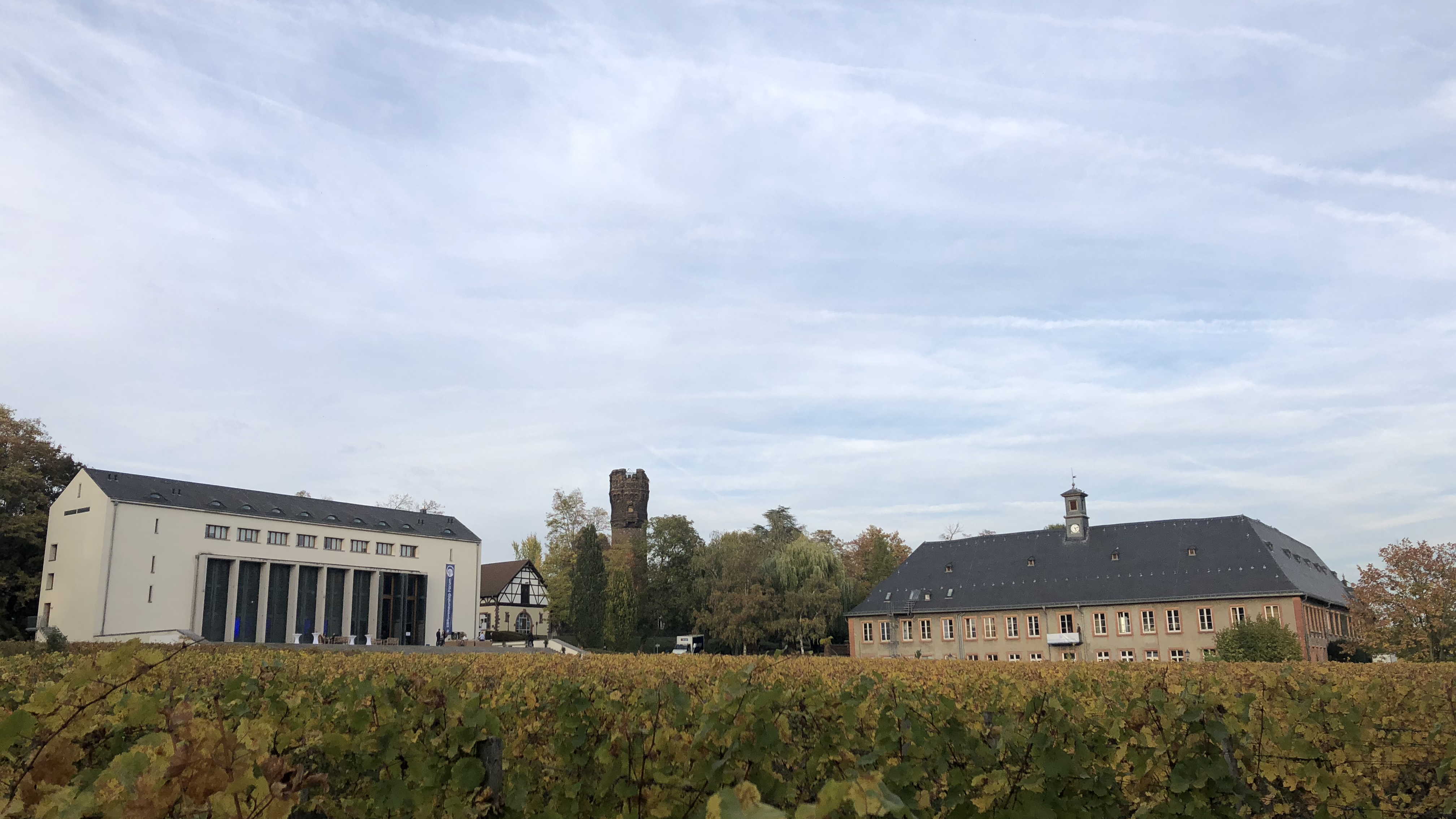
European Business School, Oestrich-Winkel, Blick vom Rheinufer auf das Kiep-Center sowie das Schloss

Schloss Reichartshausen liegt in Oestrich-Winkel im Rheingau im Westen Hessens und beherbergt seit 1980 die EBS Business School der EBS Universität für Wirtschaft und Recht.

## Geografische Lage

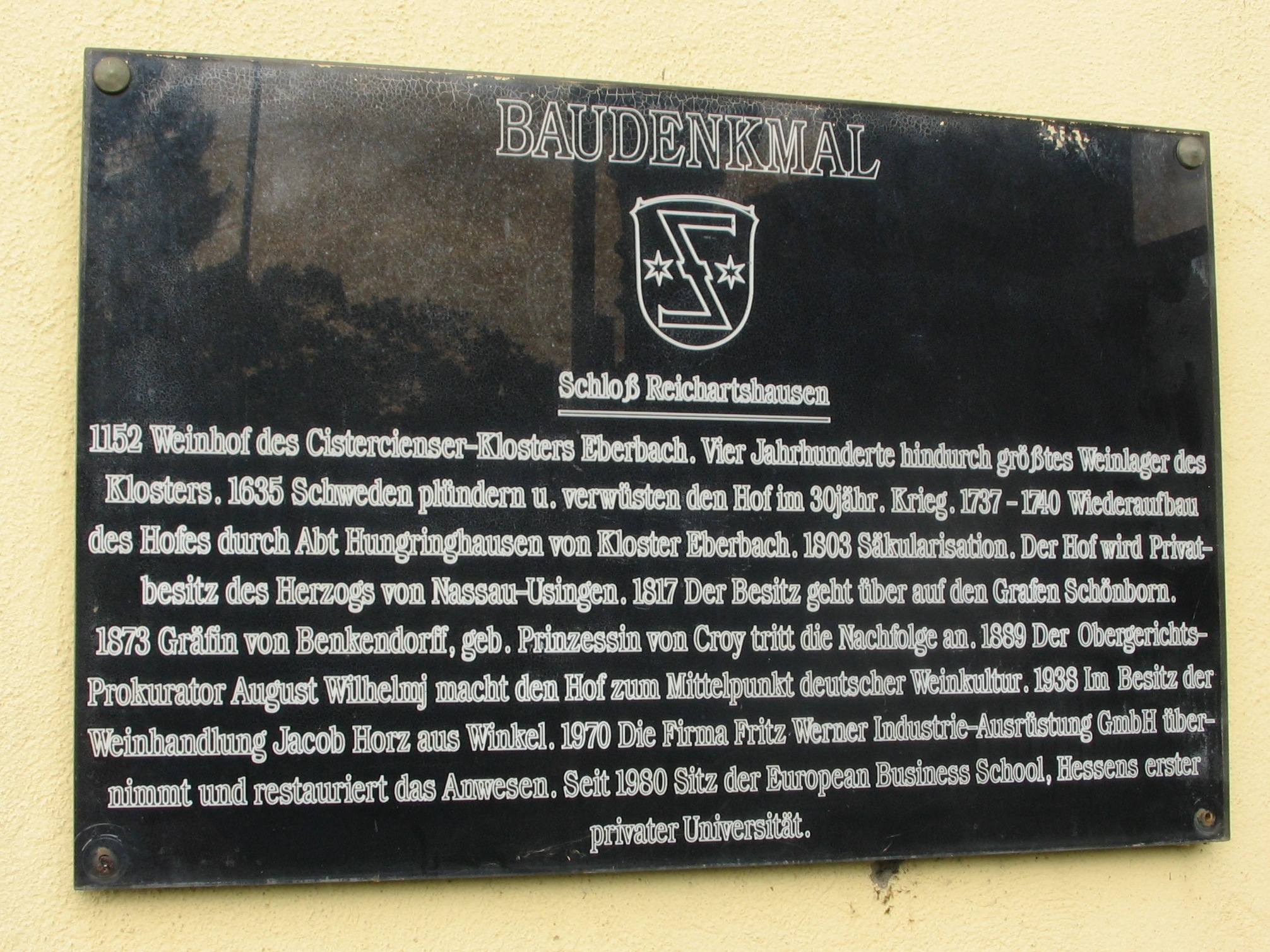
Beschreibung der Geschichte von Reichartshausen am Tor zum Schlosspark

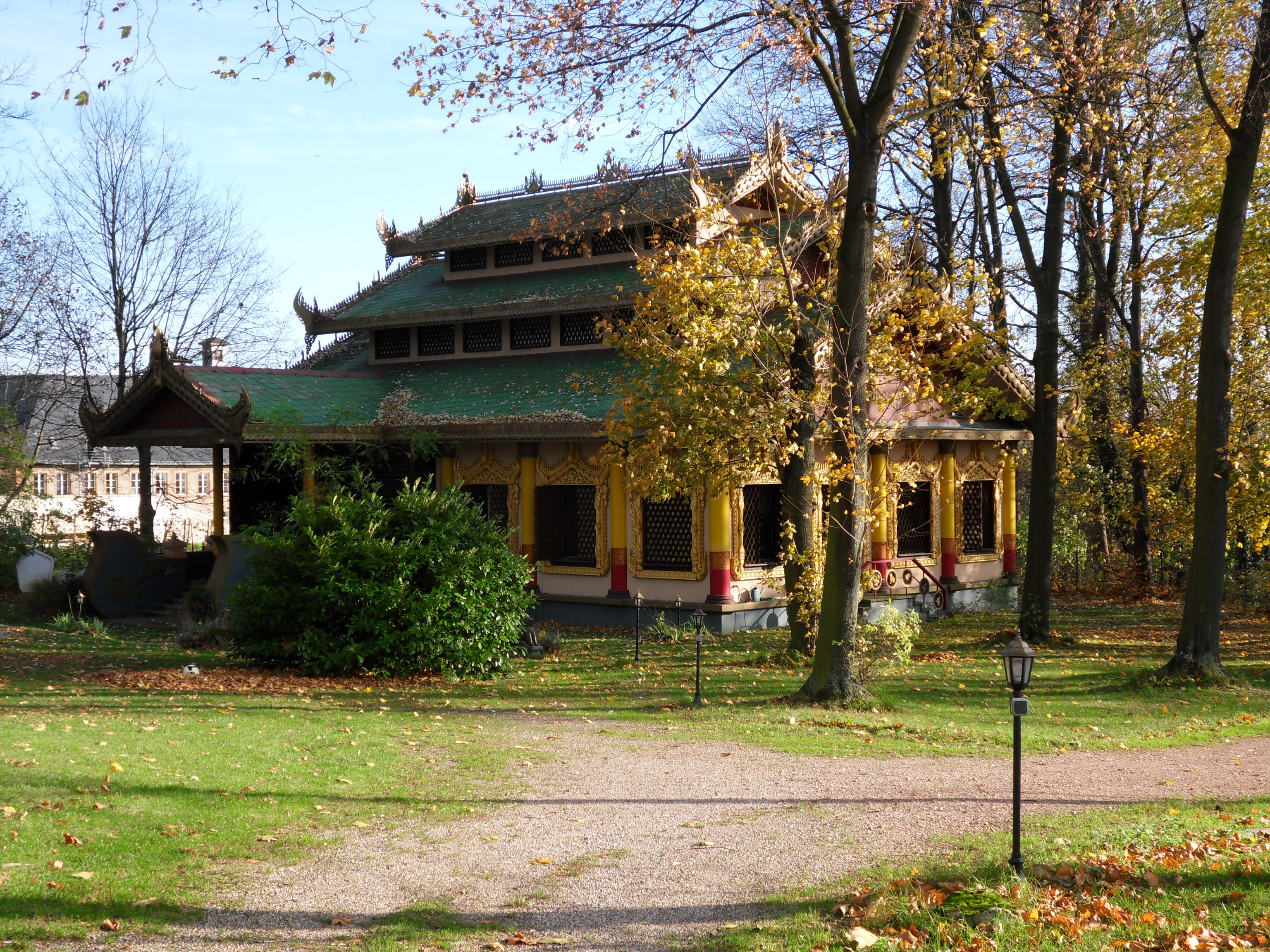
Birmanisches Teehaus im Schlosspark

Das Schloss liegt von Weinbergen umgeben zwischen Oestrich und Hattenheim an der alten in Ost-West-Richtung durch den Rheingau führenden Straße („Rheingaustraße“, heutige L 3320) in der Nähe des Rheinufers, von diesem nur durch die zur Umgehungsstraße ausgebaute Bundesstraße 42 getrennt.

## Geschichte
Reichartshausen mit der dazugehörigen Weinlage Pfaffenberg war seit 1152 jahrhundertelang Weinhof und größter Umschlag- und Stapelplatz für den Wein des nahe gelegenen Klosters Eberbach. Am Hof befand sich der Hafen, von dem aus die jährliche Fahrt zum Kölner Stadthof des Klosters erfolgte. Die Kölnfahrt war das zentrale Ereignis im Wirtschaftsjahr des Klosters. Nach den Verwüstungen im Dreißigjährigen Krieg ließ Abt Hermann Hungrighausen in den Jahren 1737 bis 1740 an Stelle des Hofes die U-förmige Anlage in der heute bekannten Form errichten, um so über eine zweite Residenz verfügen zu können.
Nach der 1803 verfügten Aufhebung des Klosters infolge des Reichsdeputationshauptschlusses wurde der Hof zunächst Eigentum des Hauses Nassau-Usingen. 1804 ließ Friederike von Anhalt-Köthen, Tochter von Herzog Friedrich August von Nassau, den Hof vom Wiesbadener Stadtplaner Carl Florian Goetz im Stil des Klassizismus umgestalten. Friederikes Mutter, Herzogin Louise von Waldeck, bekam Reichartshausen 1807 von ihrem Gemahl geschenkt. Nach ihrem Tod erwarb Erwein Graf von Schönborn 1817 das mittlerweile als Schloss bezeichnete Anwesen mitsamt dem Weinberg. Er ließ die Gebäude erweitern und einen Landschaftspark bis an den Rhein anlegen. 1873 wurden die Gebäude an Gräfin Louise von Benckendorff geborene Croÿ, der Hofdame Mariannes von Preußen, verkauft, während der Pfaffenberg bis heute im Besitz des Weinguts Schloss Schönborn ist. Prokurator August Wilhelmj baute ab 1889 den Hof zu einem Weingut nach neuesten technischen Kenntnissen um und machte dieses zum Mittelpunkt seiner weltweit berühmten Weinhandlung. Er ließ den Innenhof als Kellerei mit Terrasse und Freitreppe überbauen, gestaltete den Park neu und ließ die Kunstruine, die in ihrem Inneren einen Wasserturm versteckte, ein eigenes Elektrizitätswerk sowie die Wirtschaftsgebäude errichten.
Nach weiteren Besitzerwechsel war zuletzt das Unternehmen Fritz Werner Werkzeugmaschinen, das mit der Maschinenfabrik im nahe gelegenen Geisenheim größter Arbeitgeber im Rheingau war, von 1970 bis 1980 Eigentümer und restaurierte das Anwesen zu Repräsentationszwecken. Dabei wurden im Wesentlichen die Formen von 1740 wiederhergestellt. In diese Zeit fiel 1971 die Errichtung des unter dem Namen Birmanisches Teehaus bekannten Gebäudes. Es handelte sich um ein Geschenk der Regierung von Myanmar (Birma) an das Unternehmen. Es stellt eine Kopie der Eingangshalle des königlichen Palastes von Mandalay dar, die für die Weltausstellung von 1967 in Montreal angefertigt worden war, und ging seinerzeit in das Eigentum der Ferrostaal Industrieanlagen über.
Mit Ausnahme des Teehauses, für das ein eigenständiges Grundstück gebildet worden war, übernahm die EBS die Liegenschaft und erweiterte das Gebäudeensemble im Jahr 2000 um das Walter-Leisler-Kiep-Center.

Bildergalerie
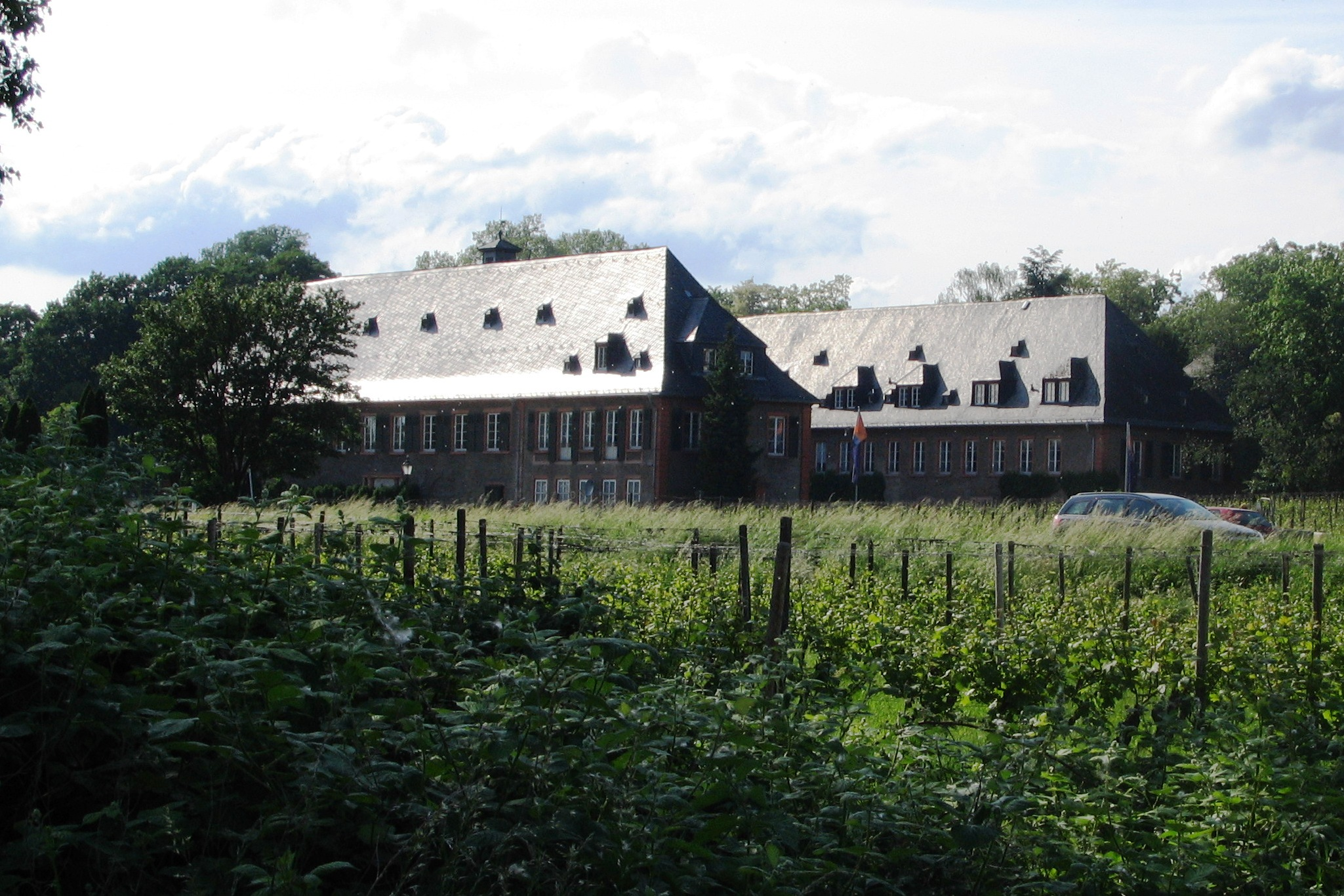
Blick aus Richtung Südosten vom Rheinufer aus
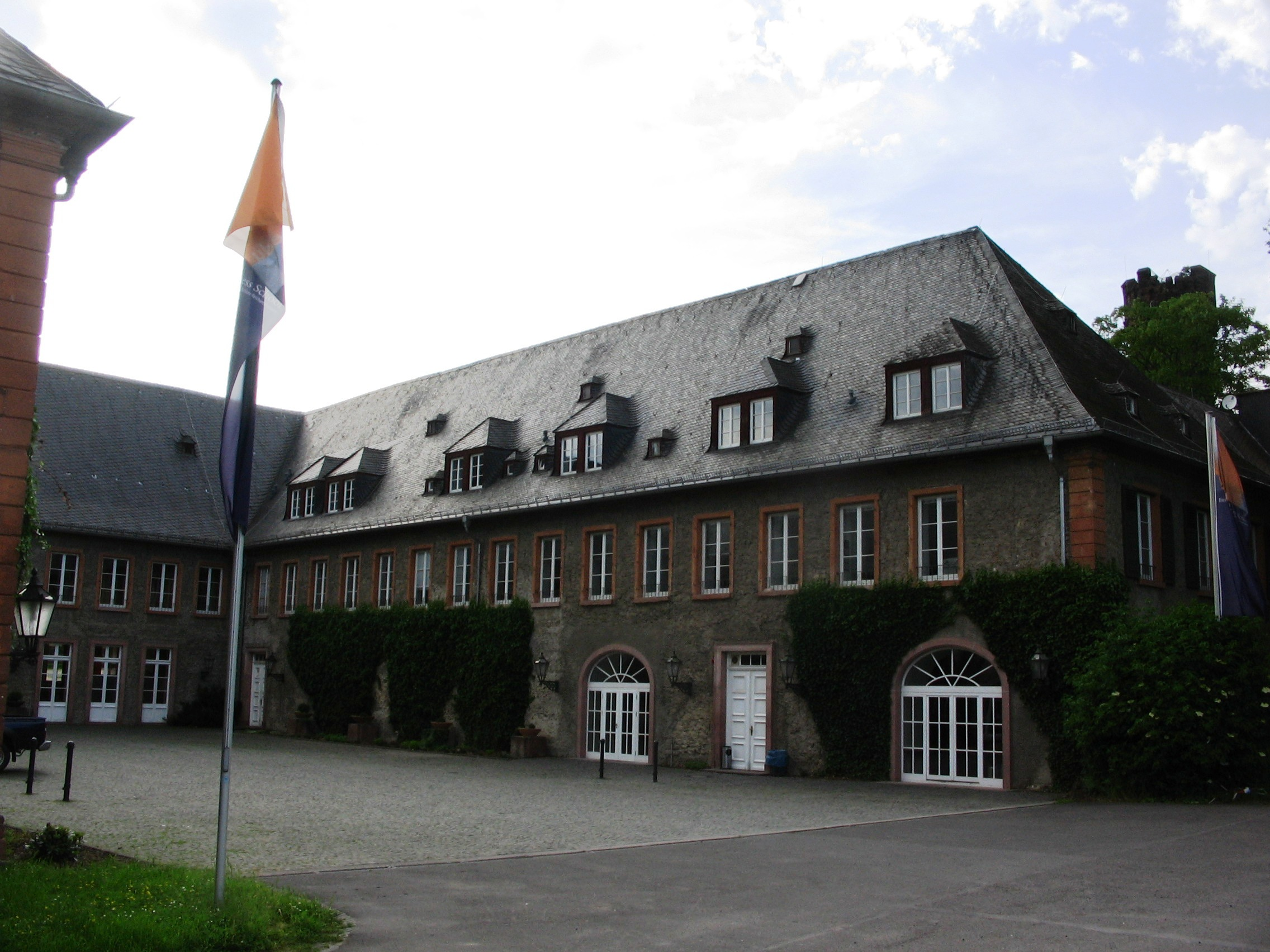
Schlosshof mit Nordflügel und Teil des Westflügels
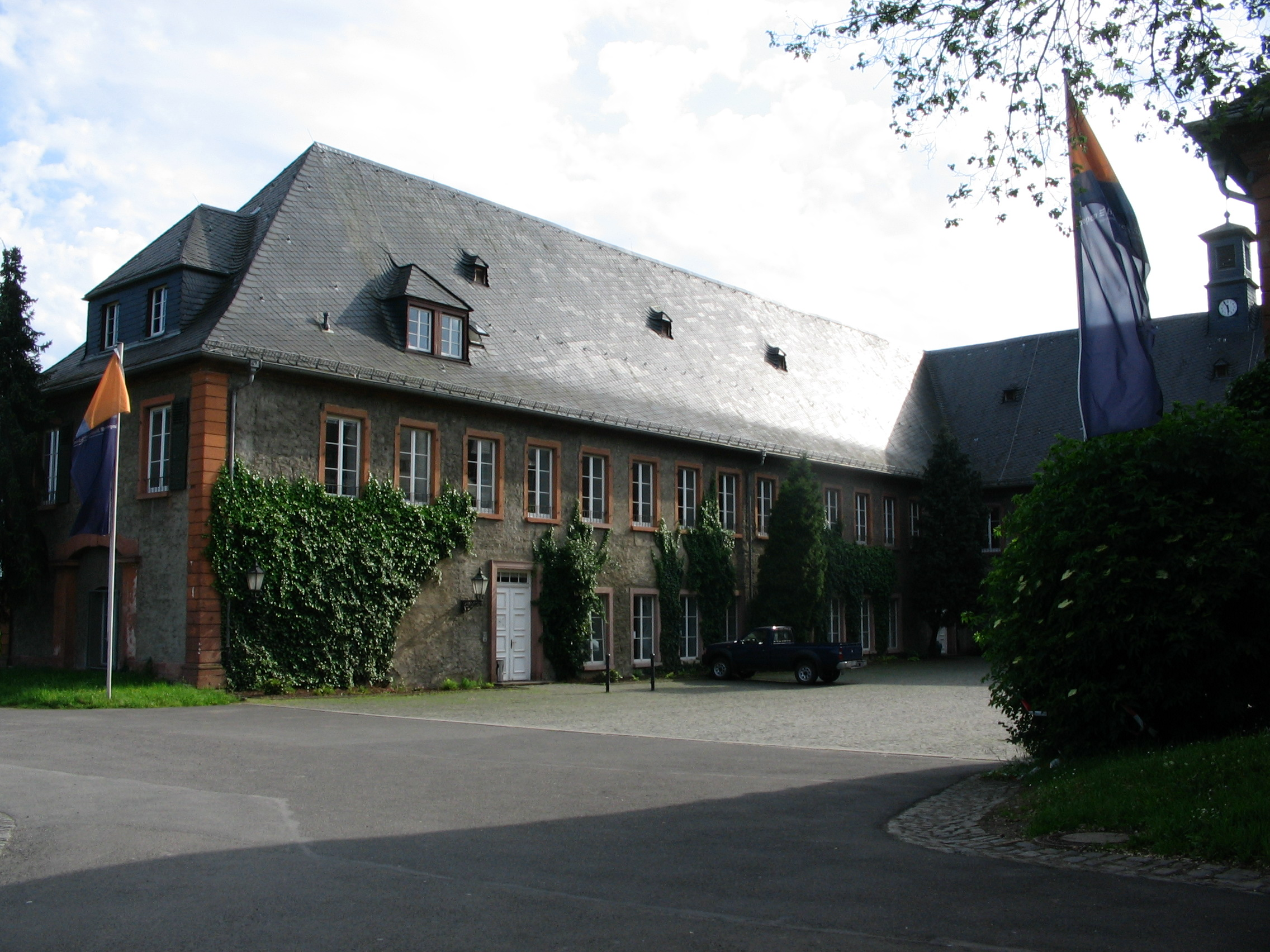
Schlosshof und Südflügel
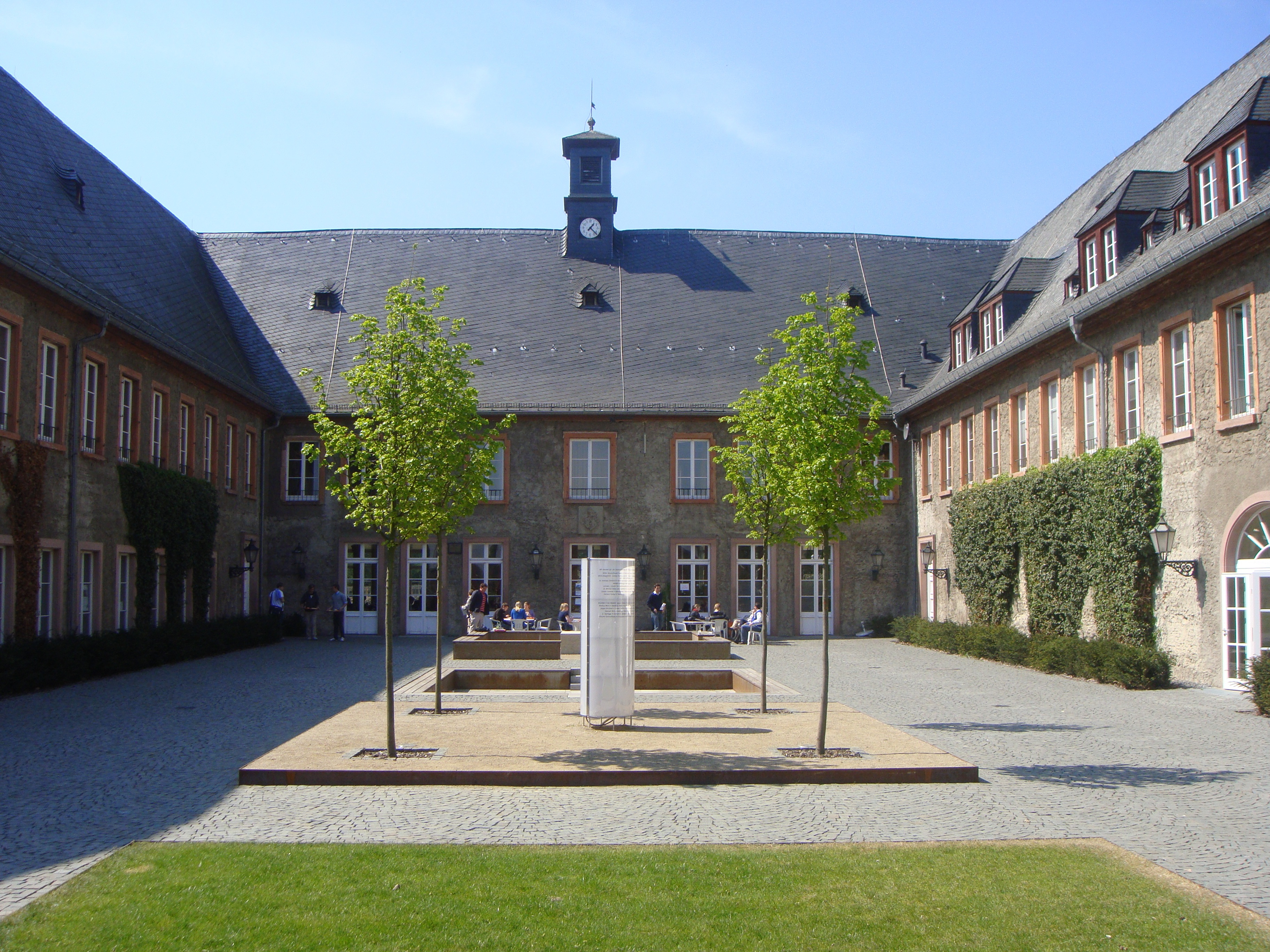
Schlosshof
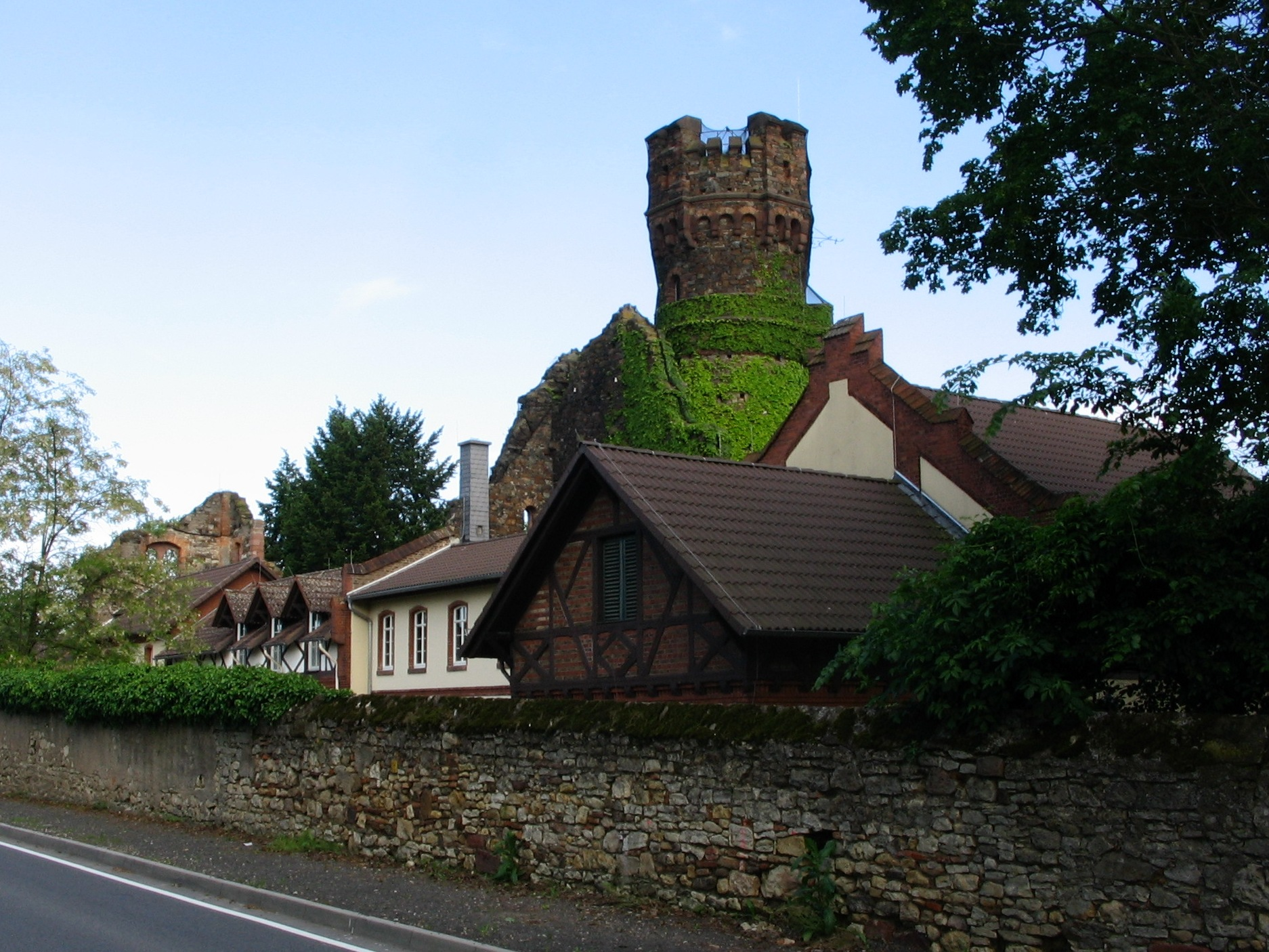
Nebengebäude an der nördlichen Straßenfront mit künstlicher Burgruine